# 膨松剂
膨松剂（英語：Leavening agent），俗稱為臭粉，是加入生面团或面糊中，使最终产品蓬松软化的物质。其方法即是将气体充入面团中，当然，理论上也可以通过机械手段实现，但实际上更多的是通过生物活性剂，或者是利用化学因子并以热量、湿气或酸性等触发反应来产生二氧化碳。当面团或面糊和好后，面粉与水充分混合形成母体，接着淀粉开始凝胶化，面中保留下来的气泡就形成了空洞。

## 生物膨松剂
酵母是最常见的，除此之外，实际上啤酒、酸奶等也可以应用。

## 化学膨松剂
泡打粉、碳酸氢钠、碳酸氢铵等。

## 食品安全的顾虑
麵包、蛋糕、甜甜圈、油条、馒头、海苔、粉丝等為消費者經常食用的食品，若在製作過程中添加含鋁的膨松剂，且經常食用，長久下來則有攝入多量鋁的風險，尤其是發育中的兒童。人體的鋁含量過高，可能會造成種種傷害，尤其是對腦部組織和智力的損害，而主要的表現是神經系統特有的神經纖維病變，引起精神與神經功能混亂，記憶力減退與智力退化。且鋁攝取過多會降低飲食中磷的吸收，造成骨骼含鈣量減少，嚴重時可能容易發生骨折。因此建議業者使用不含鋁的配方製作，以保障消費者的健康。